# Spartokhórion
Spartokhórion är en ort i Grekland.   Den ligger i prefekturen Lefkas och regionen Joniska öarna, i den centrala delen av landet, 270 km väster om huvudstaden Aten. Spartokhórion ligger 81 meter över havet och antalet invånare är 453. Den ligger på ön Nisída Meganísi.
Terrängen runt Spartokhórion är kuperad västerut, men österut är den platt. Havet är nära Spartokhórion åt sydost.  Närmaste större samhälle är Lefkáda, 19,6 km norr om Spartokhórion. 